# Carlos Amarante
Carlos Luís Ferreira da Cruz Amarante (Braga, 29 de Outubro de 1748 – Porto, 22 de janeiro de 1815) foi um arquiteto e engenheiro português.

## Biografia
Carlos Amarante era filho de Manuel Ferreira da Cruz Amarante, um músico da Arquidiocese de Braga, e de Maria Josefa Rosa de Almeida. Começou por seguir a carreira eclesiástica, interrompendo-a para se casar, aos vinte e três anos, com Luísa Clara Xavier. Formou-se então em Engenharia e Arquitectura, o que lhe possibilitou a concretização de algumas obras notáveis.
Está sepultado na Igreja da Trindade, no Porto.

## Obras de Carlos Amarante
- Bom Jesus, em Braga;
- Igreja do Pópulo, em Braga;
- Igreja do Hospital, em Braga;
- Ponte de São Gonçalo sobre o Rio Tâmega, em Amarante;
- Ponte das Barcas, no Porto;
- Reitoria da Universidade do Porto;
- Igreja da Trindade, no Porto;
- Reconstrução das Muralhas de Valença;
- Palácio da Brejoeira, em Monção.